# Cerberus Peak
Der Cerberus Peak ist ein 2765 m hoher Berg in der antarktischen Ross Dependency. In den Churchill Mountains ragt er 10 km nordwestlich des Hunt Mountain am Kopfende des Prinz-Philip-Gletschers auf.
Teilnehmer einer von 1964 bis 1965 dauernden Kampagne im Rahmen der New Zealand Geological Survey Antarctic Expedition benannten ihn nach dem dreiköpfigen Hund Cerberus aus der griechischen Mythologie.